# Panchkhal
Panchkhal (nepali: पाँचखाल) è una città del Nepal, si trova nel distretto di Kavrepalanchok nella provincia di Bagmati. 

Nel contesto della riforma amministrativa del 2015 sono stati incorporati gli ex comitati per lo sviluppo dei villaggi (VCD) di Aniakot, HokseBazar, Kharelthok, Koshidekha, Baluwa e Panchkhal incrementando notevolmente la popolazione del comune che è passata dai poco più di 9.000 abitanti del 1991 agli oltre 35.000 (dati del censimento 2011).
Fanno parte del comune anche centri abitati minori come il villaggio di Dulalthok.